# Абрахамсберг (станция метро)
«Абрахамсберг» (швед. Abrahamsberg ) — наземная станция Зелёной линии Стокгольмского метрополитена, расположенная между станциями Стура Моссен и Бруммаплан. Расстрояние от центральной станции Зелёной линии составляет 9,6 км. Несмотря на своё название, станция расположена не в районе Абрахамсберг, а в районе Риксбю. Станция располагается на склоне холма, идущего вдоль проезда Регистервэген. Комплекс станции включает в себя открытую платформу и вестибюль со стороны проезда Абрахамсбергвэген.
Станция была открыта 26 октября 1952 года, заменив собой одноимённую станцию лёгкого метро Энгбюбанан, ходившего в этом месте с 1944 года. Современное художественное оформление станции, примечательное муралами на абстрактные темы и глазурованной плиткой, появилось в 1999 году и принадлежит руке Ригмора Рокснера. Художник входновлялся эстетикой старых трамвайных станций, декорированных кафельной плиткой.

## Галерея

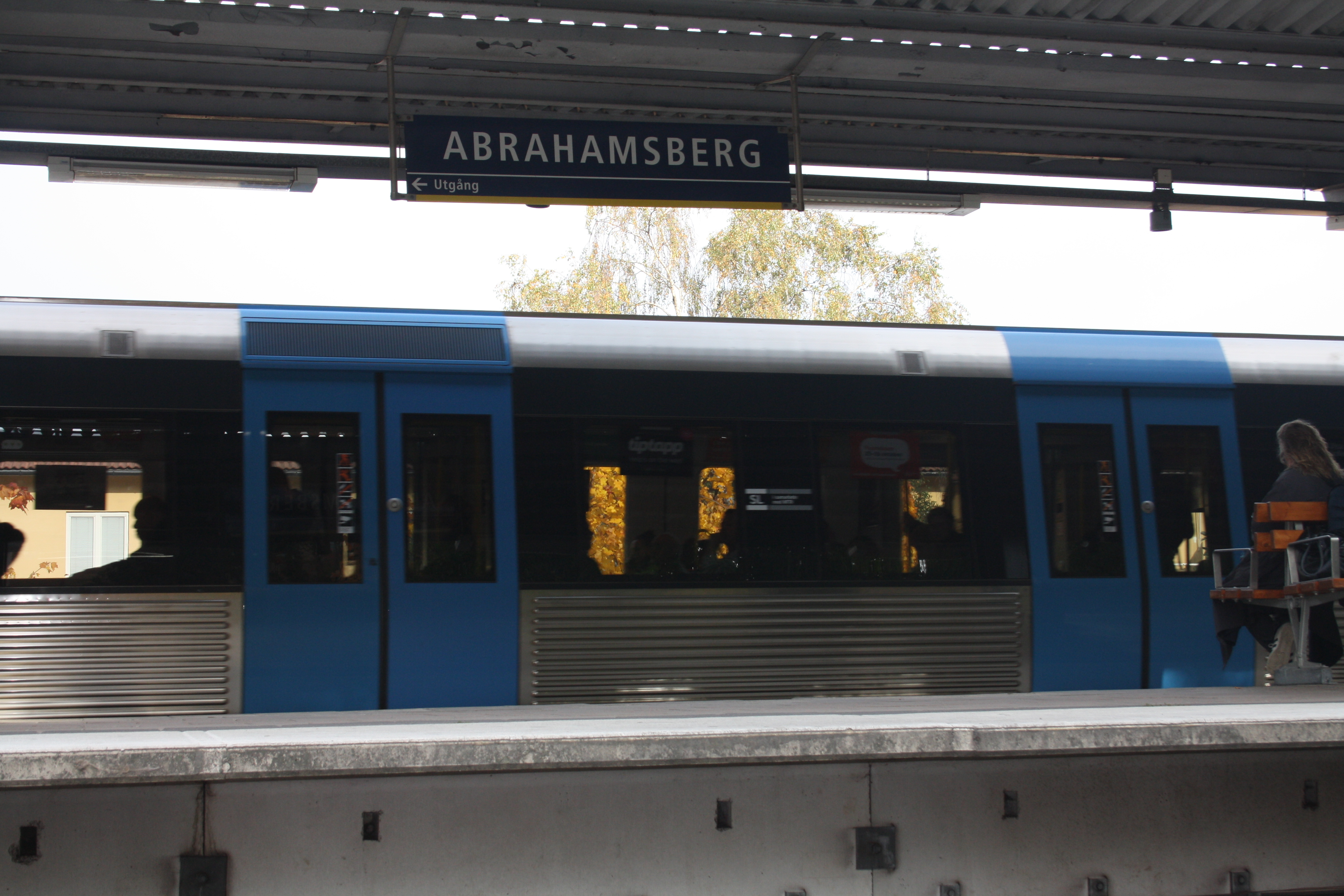
Платформа
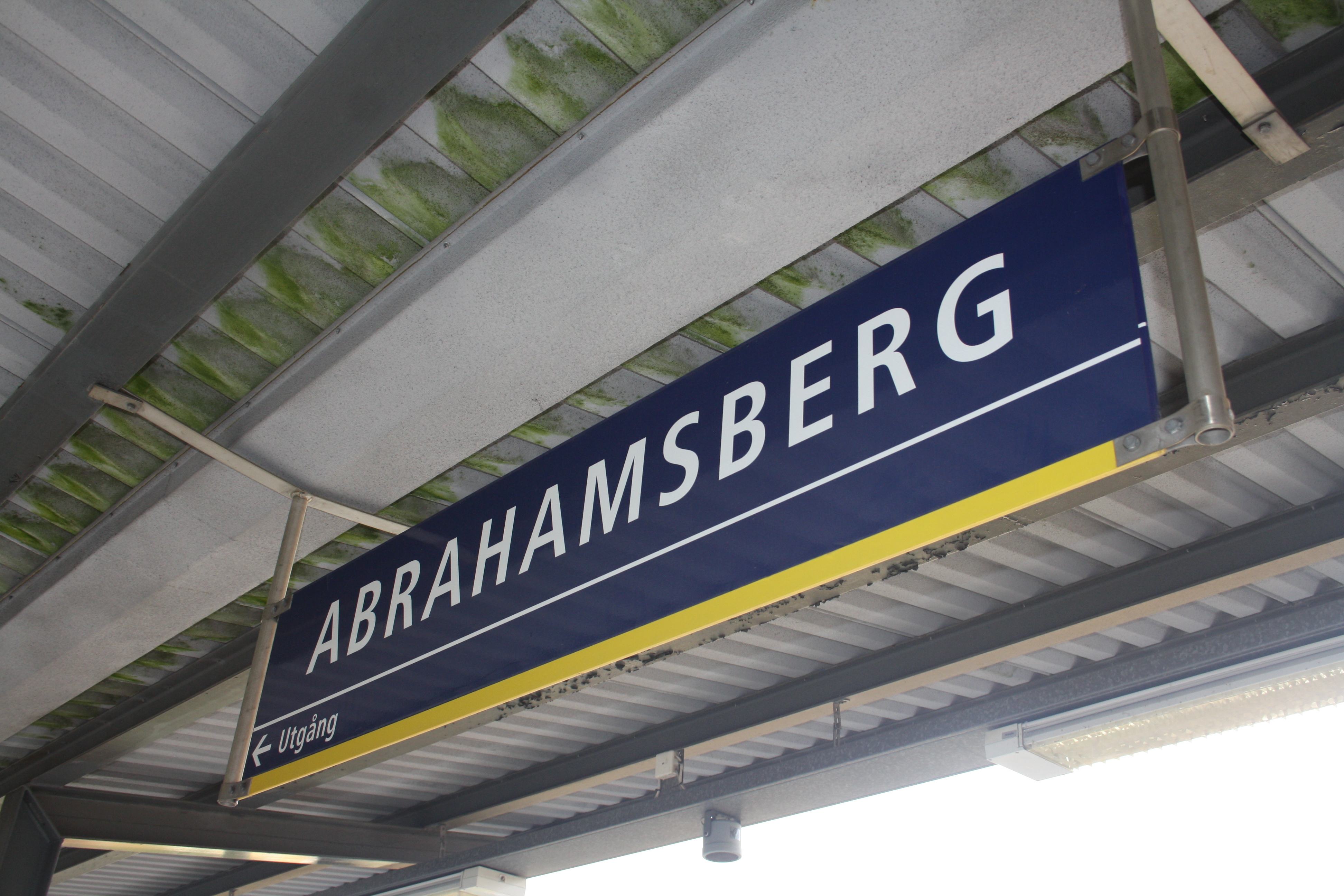
Вывеска с названием станции
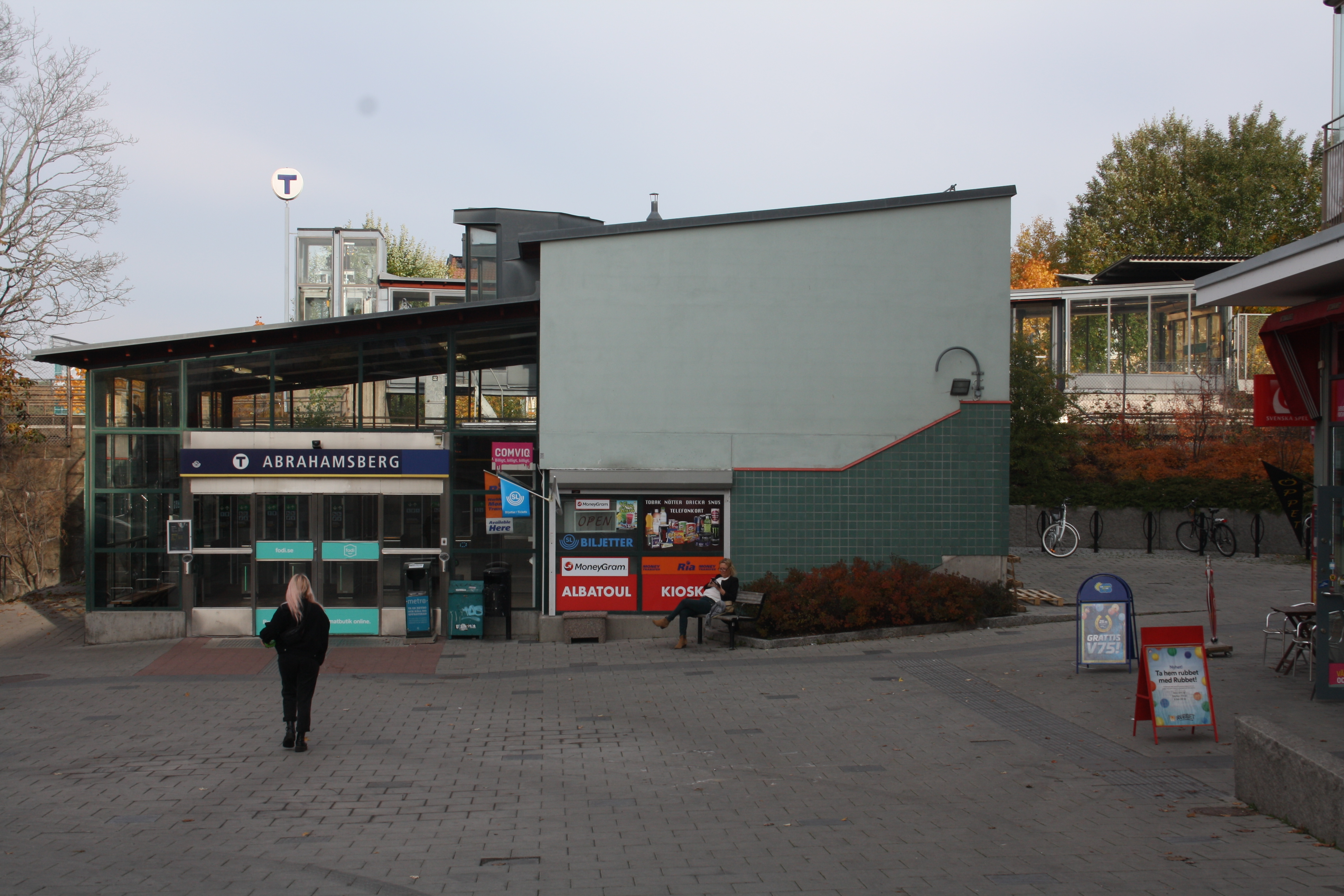
Вход
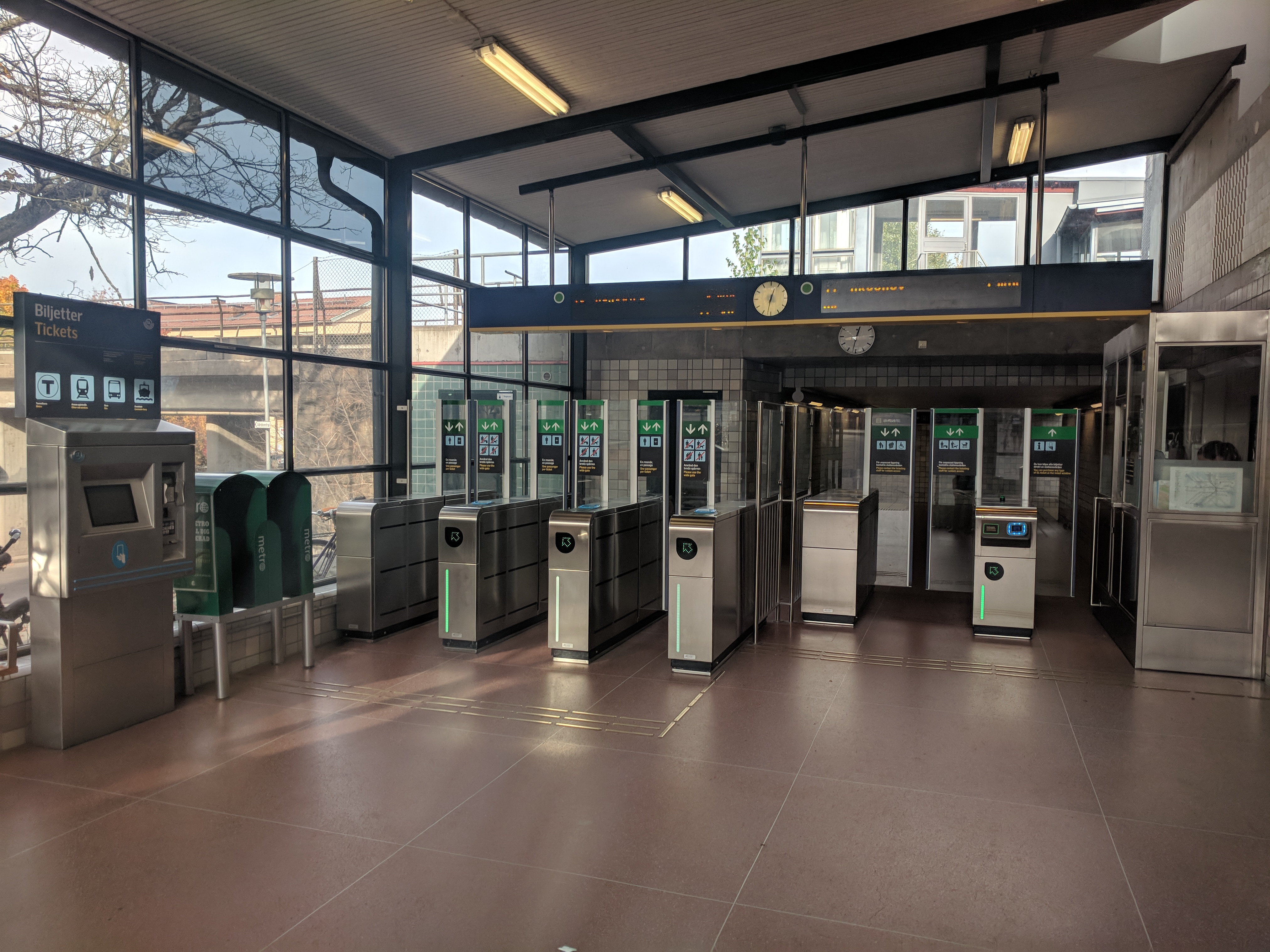
Вестибюль